# Mochkovo (oblast de Novossibirsk)
Mochkovo (en russe : Мошково) est une commune urbaine de Russie de type bourg ouvrier qui est située dans l'oblast de Novossibirsk. C'est le siège administratif du raïon et de la municipalité du même nom. 

## Géographie
Mochkovo se trouve au nord-est de l'oblast de Novossibirsk, à 50 km à vol d'oiseau de Novossibirsk. La route fédérale R255 contourne le village. 

## Histoire
La localité est connue depuis 1893. 

## Population
Recensements (*) et estimations de la population,,: 
| 1959* | 1970* | 1979* | 1989* | 2002*  | 2010*  |
| ----- | ----- | ----- | ----- | ------ | ------ |
| 5 601 | 5 794 | 7 088 | 9 571 | 10 678 | 10 224 |

| 2012   | 2013  | 2014  | 2015 | 2016  | 2017  |
| ------ | ----- | ----- | ---- | ----- | ----- |
| 10 055 | 9 864 | 9 645 | 9496 | 9 682 | 9 856 |

| 2018  | 2019  | 2020  | 2021* | - | - |
| ----- | ----- | ----- | ----- | - | - |
| 9 818 | 9 631 | 9 509 | 9 691 | - | - |